# Hannelore Fischer (Moderatorin)
Hannelore „Hansi“ Fischer (* 22. April 1955 in München) ist eine deutsche Journalistin und Fernsehmoderatorin. Sie war von 1989 bis 2017 Hauptmoderatorin des ARD-Mittagsmagazins.

## Leben und Wirken
Nach ihrem Abitur absolvierte Hannelore Fischer ein Praktikum und Volontariat bei einer Tageszeitung in München. Anschließend studierte sie Verhaltensforschung, Politikwissenschaft und Geschichte, bevor sie bei der tz als Redakteurin für Lokales, Politik und Zeitgeschehen tätig war.
Sie moderierte Kinder- und Jugendsendungen beim ZDF, dann eine Talkshow bei Sat.1. Außerdem produzierte sie Filmbeiträge für ARD und ZDF.
Ab 1985 moderierte sie beim Bayerischen Rundfunk mit Thomas Gottschalk und Günther Jauch wochentäglich die B3-Radioshow, bevor sie ab 1988 die tele-illustrierte und eine Büchersendung beim ZDF präsentierte.
Von 1989 bis 2017 moderierte sie das ARD-Mittagsmagazin; ab 1996 fungierte Stefan Scheider als Vertretung. Aufgrund des Wechsels der Zuständigkeit für das ARD-Mittagsmagazin vom Bayerischen Rundfunk zum Rundfunk Berlin-Brandenburg musste sie Ende 2017 die Moderation abgeben. Die letzte Sendung moderierte Fischer im Oktober 2017.
Hannelore Fischer lebt in München.

## Auszeichnungen
1994 erhielt sie den Telestar für die Moderation des ARD-Mittagsmagazin.

## Sonstiges
In den Jahren 1979 und 1980 verkörperte Hannelore Fischer das Münchner Kindl, das den Einzug der Oktoberfest-Wirte anführt.